# فيليب هينينج
فيليب هينينج (بالإنجليزية: Philip Henning)‏ هو لاعب كرة مضرب جنوب أفريقي، ولد في 10 نوفمبر 2000 في بلومفونتين في جنوب أفريقيا.

## وصلات خارجية
- فيليب هينينج على موقع رابطة محترفي التنس (الإنجليزية)
- فيليب هينينج على موقع الاتحاد الدولي لكرة المضرب (الإنجليزية)
- فيليب هينينج على موقع كأس ديفيز (الإنجليزية)
- فيليب هينينج على موقع خلاصة التنس.كوم (الإنجليزية)
- فيليب هينينج على موقع أوليمبيديا (الإنجليزية)